# Margarita Ortega Valdés
Margarita Ortega Valdés (Sonora, 1871 - Mexicali, 23 de novembre de 1913), fou una anarquista mexicana integrant del Partit Liberal Mexicà (PLM) a Baixa Califòrnia que va participar en la revolta armada contra Porfirio Díaz.
Margarita Ortega pertanyia a una família rica del nord de Baixa Califòrnia, l'any 1910 va renunciar als seus privilegis i es va afiliar al PLM dels germans Flores Magón que pretenia estendre una revolució anarcocomunista a la República Mexicana.
Ortega, va participar en les files del PLM com a guerrillera, propagandista i infermera, a més de transportar armes, municions, provisions i correspondència per als seus companys durant la presa de Mexicali al gener de 1911. En derrotar els maderistas a les forces del PLM a Baixa Califòrnia, Margarita Ortega va ser expulsada de Mexicali juntament amb la seva filla Rosaura Gortari per Rodolfo Gallegos, sota les ordres de Francisco I. Madero. Ambdues van creuar el desert fins a Yuma (Arizona) on van ser arrestades per agents d'immigració per deportar-les a Mèxic, però van aconseguir escapar per refugiar-se a Phoenix on va canviar el seu nom per María Valdés i el de la seva filla per Josefina, per evitar la persecució que els governs de Mèxic i Estats Units feien dels magonistes.
Rosaura Gortari va morir a Phoenix a causa d'una malaltia provocada per creuar el desert i Margarita Ortega va continuar organitzant guerrilles del PLM en el Nord de l'Estat de Sonora al costat de Natividad Cortes, també integrant del PLM, tenint com a base el poble de Sonoyta.
L'any 1913, Margarita Ortega i Natividad Cortes van ser vistes a la frontera de Sonora per Rodolfo Gallegos, ara sota les ordres de Venustiano Carranza. Cortes va ser afusellat a l'acte i Ortega traslladada a Baixa Califòrnia de manera que fos arrestada per les forces de Victoriano Huerta.
El 20 de novembre de 1913 va ser arrestada i torturada a Mexicali per les forces federals de Victoriano Huerta per obligar-la a delatar als seus companys que preparaven una revolta al nord de Sonora, cosa que no van aconseguir. Va ser afusellada el 24 de novembre de 1913.